# 広島市立己斐小学校
広島市立己斐小学校（ひろしましりつ こいしょうがっこう）は、広島県広島市西区にある公立小学校。

## 概要
古い歴史のある小学校で校内には樹木が多く茂り、自然が豊かである。また、小説「ズッコケ三人組シリーズ」の作者である那須正幹の母校であり、当作の主人公達が通う花山第二小学校のモデルである。1945年の原爆投下時には原爆の被爆者達の避難場所にもなっていた。

## 歴史
1873年、己斐村の土豪・土井百穀（1828－1883）が私塾「日彰館」を開校し、1876年に己斐村立己斐小学校と改称した。百穀は村に代々続く庄屋の子で、善右衛門、積善とも称し、戸長や県会議員も務めた。日彰館に先んじて、1872年には広島藩の藩校修道館跡に私塾遷喬舎をおこし、イギリス人ジェームズ=ジャイ夫妻を招いて英語教育も行なった。

## 学区
己斐上一丁目、己斐上二丁目、己斐中一丁目、己斐中二丁目（19～23番）、己斐本町一丁目～己斐本町三丁目、己斐西町

## 進学先中学校
広島市立己斐中学校

## 所在地
広島県広島市西区己斐上二丁目1-1

## 著名な出身者
- 風見しんご（俳優、タレント）
- 迫田穆成（高校野球指導者）
- 西村真二（芸人「コットン」、元広島ホームテレビアナウンサー）